# Dioclès (médecin)
Pour les articles homonymes, voir Dioclès.
Dioclès (en grec ancien Διοκλῆς) est un médecin grec du IVe siècle av. J.-C., natif de Caryste en Eubée. Auteur de plusieurs traités de médecine, il a été très estimé de son temps à Athènes et encore cité par Galien plusieurs siècles plus tard parmi les médecins célèbres. 

## Biographie
On sait peu de chose de la vie de Dioclès mais il a eu suffisamment d'importance pour que Pline le mette juste à la suite d'Hippocrate en réputation, et qu'un manuscrit indique que les Athéniens le surnommait le « nouvel Hippocrate ».
À la suite de Max Wellmann (de), l'historiographie a d'abord situé Dioclès dans la première moitié du IVe siècle av. J.-C. et en a fait l'héritier d'une « école sicilienne » de médecine qui aurait été influente notamment par Philistion de Locres. Cette datation a été contestée par Werner Jaeger qui plaçait Dioclès en élève d'Aristote, et jugeait qu'il avait dû mourir au IIIe siècle av. J.-C., vers 260 av. J.-C.
La recherche actuelle ne considère plus qu'il y ait vraiment eu une école sicilienne et ne suit pas Jaeger dans son hypothèse de datation. Dioclès aurait été un médecin indépendant ayant pu interagir avec tous les grands penseurs du IVe siècle av. J.-C. sans qu'on puisse précisément dire qui a influencé qui, notamment Aristote et les étudiants du Lycée,.

## Travaux
Dioclès étudia notamment l'anatomie des animaux. Aucun de ses ouvrages n'a été conservé, et on en possède seulement 193 fragments glanés chez des auteurs postérieurs, dont le plus ancien dans le traité Sur les pierres de Théophraste. Seize titres de traités sont connus : Sur le feu et l'air, Sur la cuisson, l'Anatomie, Affection, cause et traitement, les Traitements, les Fièvres, le Pronostic, les Évacuations, À Pleistarque sur l'hygiène, Archidomos, Traité d'herboristerie, les Légumes, les Remèdes mortels, les Maladies des femmes, l'Officine du médecin, les Bandages.
On conserve toutefois une lettre qui lui est attribuée et qui est adressée à un roi Antigonos qui doit être, si elle est authentique, Antigonos le Borgne. C'est une lettre sur le moyen de se conserver en bonne santé (Ἐπιστολὴ προφυλακτική). Elle est reproduite à la fin du premier livre de la compilation médicale de Paul d'Égine.
Cette Épître de Dioclès de Caryste a fait l'objet de plusieurs traductions latines (Haut Moyen-Âge occidental) avec de nombreuses variantes. Toutes les versions se basent sur un schéma aristotélicien : conseils pour les soins corporels modulés selon les saisons, et règles pour préserver la santé des organes.
Dioclès, d'après l'encyclopédiste Celse, serait l'inventeur d'une sonde destinée à extraire les pointes de flèche trop larges et trop profondément enfoncées dans le corps pour être enlevées sans pratiquer une contre-incision. Dans de tels cas, il est possible de retirer la flèche par la voie d’entrée à l’aide de cet instrument spécialisé, surnommé « la cuillère de Dioclès ».